# ホンカスザメ
ホンカスザメ （本糟鮫、Squatina squatina） はカスザメ属に属するサメの一種。北東大西洋の広範囲に分布していた。150mより浅い沿岸の砂泥底に生息する。形態は他のカスザメ類に準じ、エイに似た扁平な体を持つ。形態的特徴としては、体が幅広く太い、髭が円錐状である、大型個体で背面の棘が消失する、頭部側面の皮褶が三角形である、眼が噴水孔より小さい、などがあり、これらの点で近縁種のトゲナシカスザメ・トゲカスザメと区別できる。体色は灰から茶褐色で、 多数の細かい黒斑が散らばる。
他のカスザメ類と同様に夜行性の待ち伏せ型捕食者で、主に魚類を食べる。刺激されると人にも攻撃することがある。無胎盤性の胎生で、数年おきに7–25匹の仔魚を産む。古代ギリシャから長く利用されてきたが、ヨーロッパでは20世紀以降の商業漁業の影響でほとんど見られなくなっており、IUCNは保全状況を絶滅寸前としている。

## 分類
1758年、カール・フォン・リンネによって、『自然の体系』第10版において Squalus squatina の名で記載されたが、タイプ標本は指定されなかった。種小名 squatina はカスザメ類のラテン語名である。これはガンギエイ（skate）から派生したもので、1806年にはフランスの動物学者André Dumérilによって、カスザメ属の属名としてもこの名が用いられた。2010年のmtDNAを用いた分子系統解析では、本種はトゲカスザメ Squatina aculeata と最も近縁で、この2種はアジアとヨーロッパに分布するカスザメ類の中で基底的な位置を占めることが示された。

## 形態

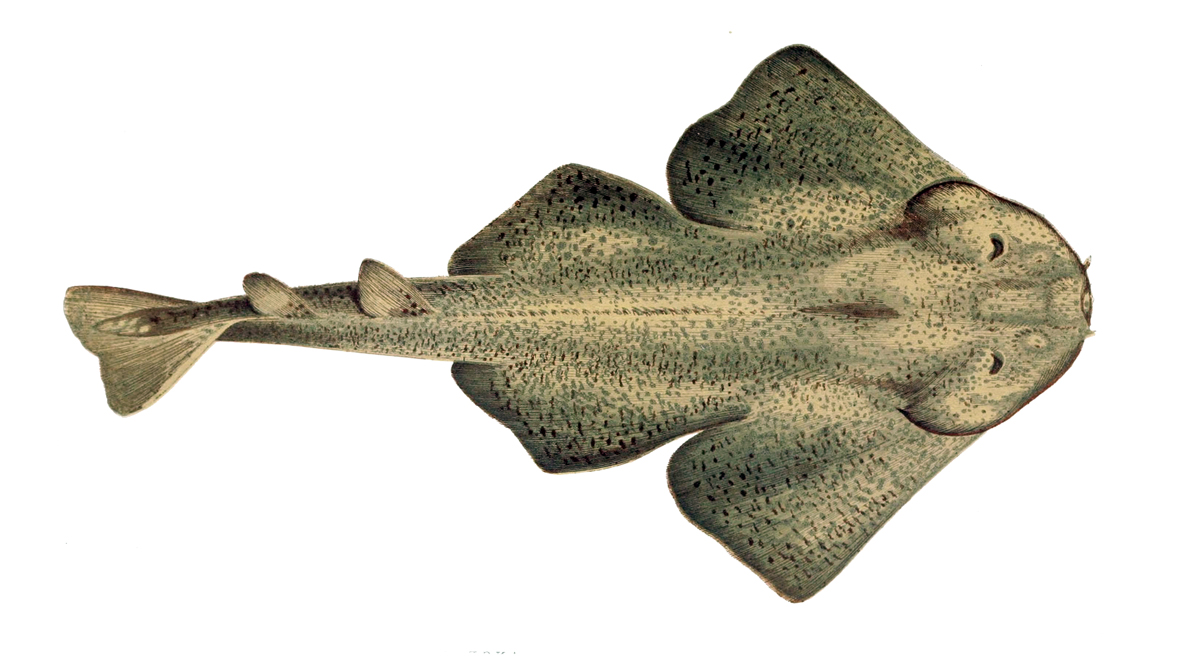
Les poissons (1877) のイラスト

カスザメ類としては最大級で、雌は2.4m、雄は1.8mに達する。最大で80kgの個体が報告されている。他のカスザメ類と同じように、平たい体、前端が頭部から分離した大きな胸鰭を持つ。頭部と体は非常に幅広くてずんぐりしており、眼はその後方に位置する噴水孔より小さい。鼻孔周辺は滑らかか、弱く房状になり、1対の簡素な髭がある。頭部側面の皮褶は、1個の三角形の葉となる。歯は小さくて鋭く、上下ともに類似した形態である。
胸鰭と腹鰭は幅広く、先端は丸い。腹鰭後方は筋肉質の尾となり、2基の背鰭が位置する。臀鰭はなく、尾鰭下葉は上葉より大きい。皮歯は細かくて細く尖り、背面の全体と腹面のほとんどを覆っている。吻と眼の上には、小さな棘の塊がある。小型個体は背面の正中線上に棘の列を持つ。背面は灰褐色から赤褐色、緑褐色で、多数の白黒の斑点が散らばる。腹面は白。幼体は成体より目立つ配色で、淡い横縞と黒い斑点を持つ。背鰭の前縁は黒く、後縁は白い。首元に白い斑点を持つ個体もいる。

## 分布
かつては北東大西洋温帯域の、ブリテン諸島・地中海・黒海を含むノルウェー南部から西サハラまでの範囲に分布していた。現在では北海や地中海の北部では絶滅していると考えられる。底生で、沿岸に近い深度150mまでの大陸棚上に生息し、砂泥底など柔らかい底質を好む。汽水域にまで入ることもある。分布域の北部では、夏は北、冬は南に回遊を行う。

## 生態

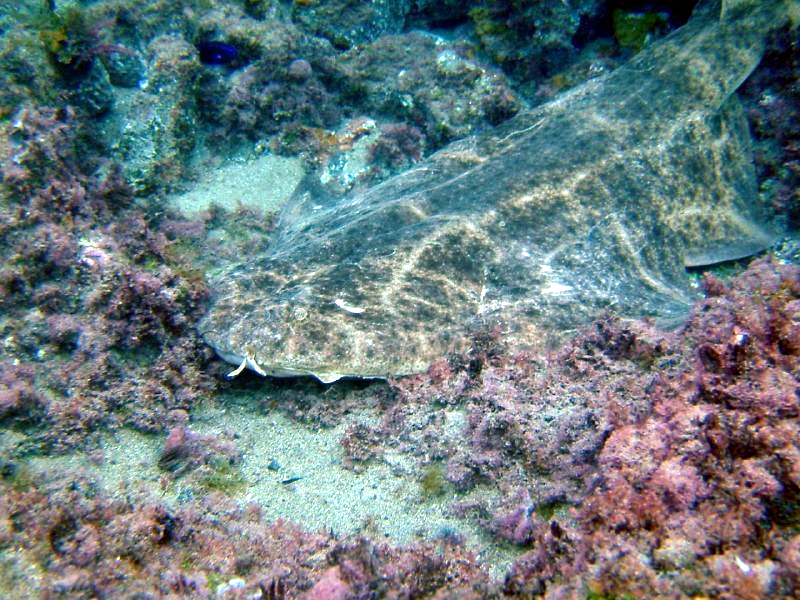
体色は海底において保護色となる。

日中は眼だけを出して海底に埋まり、動かない。夜間は活動的になり、底を離れて泳ぐこともある。グラン・カナリア島では夏に100匹程度の群れを作ることが観察されている。寄生虫として、条虫の Grillotia smaris-gora ・Grillotia angeli ・Christianella minuta、吸虫のPseudocotyle squatinae、単生類のLeptocotyle minor、等脚類のAega rosaceaが知られている。
待ち伏せ型の捕食者で、主にカレイを中心とした底生魚を食べるが、ガンギエイや無脊椎動物も捕食する。餌の内容として、魚類ではホンメルルーサ・ニシキダイ・ミゾイサキ属・ホシダルマガレイ属・コケビラメ科のCitharus linguatula ・ササウシノシタ科のSolea solea 、イカではヨーロッパヤリイカ・ヨーロッパコウイカ・ダンゴイカ属、カニではヘイケガニ科のMedorippe lanata ・オオエンコウガニ科のGeryon trispinosus ・オオカイカムリ属のDromia personata ・エンコウガニ科のGoneplax rhomboides ・シワガザミ Liocarcinus corrugatus ・クリガニ科のAtelecyclus rotundatus が報告されている。胃内容物には海草や鳥が含まれていたこともあり、ある例では鵜を1匹丸呑みしていた。各個体は待ち伏せに適した場所を探し回り、良い場所を見つけるとそこに数日に渡って留まる。
無胎盤性の胎生で、胎児は子宮内で卵黄によって育つ。雌の卵巣は左右ともに機能するが、右側の卵巣のほうがより多くの卵細胞を含み、そのため右側の子宮の方が受精卵が多くなる傾向にある。この非対称性は他のカスザメ類とは逆である。卵黄形成が妊娠と同時に起こる多くのサメと異なり、本種はこれが妊娠期間の後半にまでずれ込む。成熟卵は幅8cmで、卵鞘には包まれない。繁殖周期は不明確ではあるが概ね2年で、排卵は春に起こる。産仔数は7-25で母体の大きさに依存する。妊娠期間は8-10ヶ月。出産は、地中海では12-2月、イギリスでは7月。出生時は24-30cm。雄は0.8-1.3m、雌は1.3-1.7mで性成熟する。

## 人との関わり

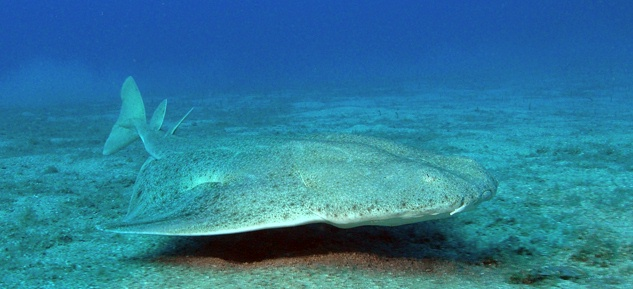
テネリフェ島は現在でも多数の個体が見られる数少ない場所である。

他のカスザメ類と同様、通常は攻撃的ではないが刺激すると噛み付き、ひどい裂傷を負わせることがある。水中で本種に接近した場合、通常は泳ぎ去るかその場で動かないが、口を開けたままダイバーの周囲を泳ぎ回って威嚇した例がある。漁業者は特に注意して扱う必要があり、Thomas Pennantは1776年の British Zoology で、"非常に凶暴で、近づくのは危険である。浅瀬で網にかかった大型個体を捕獲するために不用意に近づいた漁師が、脚をひどく引き裂かれた事例がある。"と書いている。
本種は数千年に渡って利用されており、DiphilusやMnesitheusのような古代ギリシャの著者は、その肉を"白身"・"消化しやすい"と評価している。大プリニウスは博物誌 (77–79年) において、その皮は職人が木材や象牙を磨くために用いられると書いている。アリストテレスもその生態に言及しており、胎生であること、エイに似ているがサメの仲間であることを正しく認識している。現代でも本種の食用利用は続いており、塩漬けや干物として "monkfish" の名（この名はアンコウにも用いられる）で販売される。また、肝油や魚粉の原料ともなる。
他の英名としてはangel・angel fiddle fish・angel puffy fish・angel ray・angelfish・escat jueu・fiddle fish・monkなどがある。

### 保護
19世紀と20世紀初頭の資料からは、本種は西ヨーロッパの沿岸に非常に豊富だったことが示される。Yarrell (1836) 、Day (1880–04) 、Garstang (1903) は全て、本種はイギリス諸島に豊富に見られると書いており、Rey (1928) でもイベリア半島周辺と地中海に普通であるとしている。だが20世紀の後半から、本種はその大部分で行われる商業漁業の強い漁獲圧に曝されてきた。沿岸底生性であるため、全年齢の個体が底引き網・三枚網・底延縄で混獲され、繁殖力が低いことと併せて個体数の維持を難しくしている。
本種の個体数は、分布域の大部分で急激に減少しており、北海や地中海北部ではほぼ絶滅、他の分布域でも非常に希少となっている。1995-1999年の包括的な地中海国際トロール調査 (MEDITS) では、合計9,905回のトロールが行われたが、本種は2個体しか捕獲されなかった。これと同時期にイタリアの国家プロジェクトとして行われたGRUND (National Group for Demersal Resource Evaluation) でも、9,281回のトロールで38個体しか得られなかった。Working Group for Elasmobranch Fishes (WGEF) の纏めた漁業データは、1998年以降、北東大西洋での本種の水揚げが0であることを示している。アイリッシュ海でも、本種の個体数は十個体を下回るレベルだと考えられている。北アフリカやカナリア諸島では比較的健全な個体群が維持されていると考えられているが、これに関しても緊急に徹底した調査が必要である。
急激な個体数減少と底魚漁が続いているため、IUCNは保全状況を絶滅寸前としている。地中海の汚染を規制することを目指した1976年のバルセロナ条約で、本種は附属書IIIに掲載されている。バレアレス諸島の3つの海洋公園においても保護されているが、1990年代半ばからこの海域では確認されていない。2008年にはイギリスの野生生物および田園地帯法においても、イングランドとウェールズの沿岸から11kmにおいて本種が保護されることになった。イギリスとベルギーは本種を北東大西洋の海洋環境保護に関する条約 (OSPAR) の絶滅危惧種の優先リストに掲載するように働きかけたが成功していない。イギリス、North QueensferryのDeep Sea Worldにおいて飼育下繁殖の試みが行われており、2011年には最初の仔魚が生まれている。